# Андерсон (округ, Южная Каролина)
Округ Андерсон (англ. Anderson County) располагается в штате Южная Каролина, США. По состоянию на 2013 год, численность населения составляла 190 641 человека. Административный центр округа расположен в одноимённом городе.

## История
Округ Андерсон, как и его столица, был официально образован в 1826 году. Название «Андерсон» дано в честь Роберта Андерсона, который участвовал в Войне за независимость США и исследовал этот регион в середине XVIII века.
В 2000 году округ был награждён премией «All-America City Award» (с англ. — «Всеамериканский город») присуждаемой Национальной гражданской лигой, которую неофициально называют «Нобелевской премией за конструктивное гражданство» и которая выдается за активную гражданскую позицию жителей некорпоративных сообществ Соединённых Штатов в жизни местного самоуправления.

## География
В соответствии с данными указанными на сайте центрального статистического органа страны — Бюро переписи населения США, общая площадь округа составляет 1960,632 км², из которых 1859,622 км² — суша и 101,010 км² (или 5,210 %) — это водная поверхность.

## Население
По данным переписи населения 2010 года в округе проживает 187 126 жителей в составе 70 597 домашних хозяйств. Плотность населения составляет 89,00 человек на км2. На территории округа насчитывается 84 092 жилых строений. Расовый состав населения: белые — 80,10 %, афроамериканцы — 16,00 %, коренные американцы (индейцы) — 0,30 %, азиаты — 0,80 %, гавайцы — 0,00 %, представители других рас — 0,40 %, представители двух или более рас — 1,50 %. Испаноязычные составляли 2,90 % населения независимо от расы.
В составе 31,60 % из общего числа домашних хозяйств проживают дети в возрасте до 18 лет, 55,00 % домашних хозяйств представляют собой супружеские пары проживающие вместе, 12,80 % домашних хозяйств представляют собой одиноких женщин без супруга, 28,00 % домашних хозяйств не имеют отношения к семьям, 24,30 % домашних хозяйств состоят из одного человека, 9,60 % домашних хозяйств состоят из престарелых (65 лет и старше), проживающих в одиночестве. Средний размер домашнего хозяйства составляет 2,48 человека, и средний размер семьи 2,94 человека.
Возрастной состав округа: 24,60 % моложе 18 лет, 8,40 % от 18 до 24, 29,10 % от 25 до 44, 24,30 % от 45 до 64 и 24,30 % от 65 и старше. Средний возраст жителя округа 37 лет. На каждые 100 женщин приходится 93,50 мужчин. На каждые 100 женщин старше 18 лет приходится 90,20 мужчин.
Средний доход на домохозяйство в округе составлял 36 807 USD, на семью — 44 229 USD. Среднестатистический заработок мужчины был 32 316 USD против 23 834 USD для женщины. Доход на душу населения составлял 18 365 USD. Около 9,10 % семей и 12,00 % общего населения находились ниже черты бедности, в том числе — 15,30 % молодежи (тех, кому ещё не исполнилось 18 лет) и 13,80 % тех, кому было уже больше 65 лет.